# 广州越秀国际会议中心

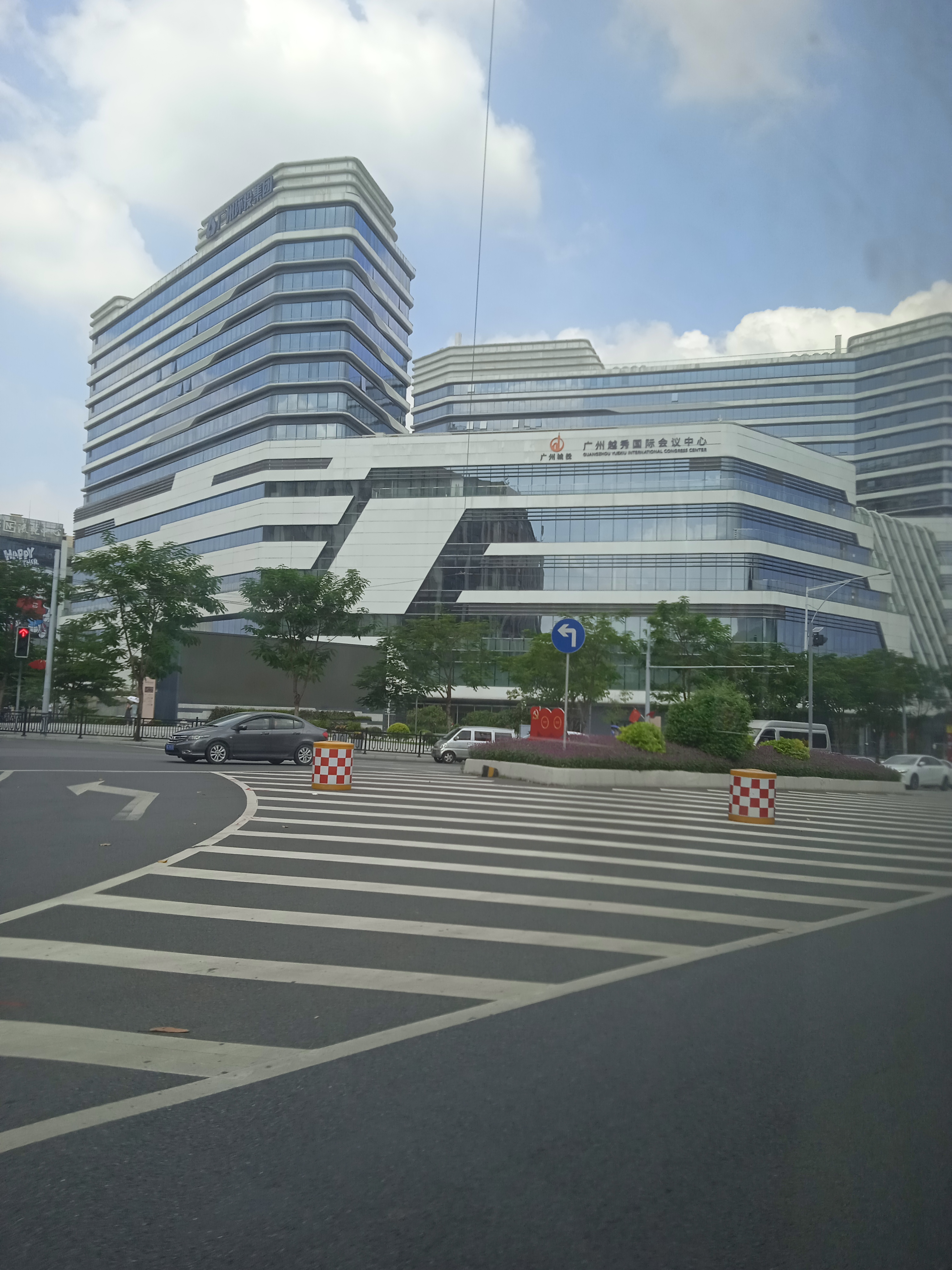
摄于2021年10月

广州越秀国际会议中心是广州市越秀区一個展覽場館，位于解放北路与流花路交界西北侧，門牌为流花路119号。其地块前身为廣州體育館以及广州锦汉展览中心。

## 历史

### 广州锦汉展览中心（2002年-2012年）

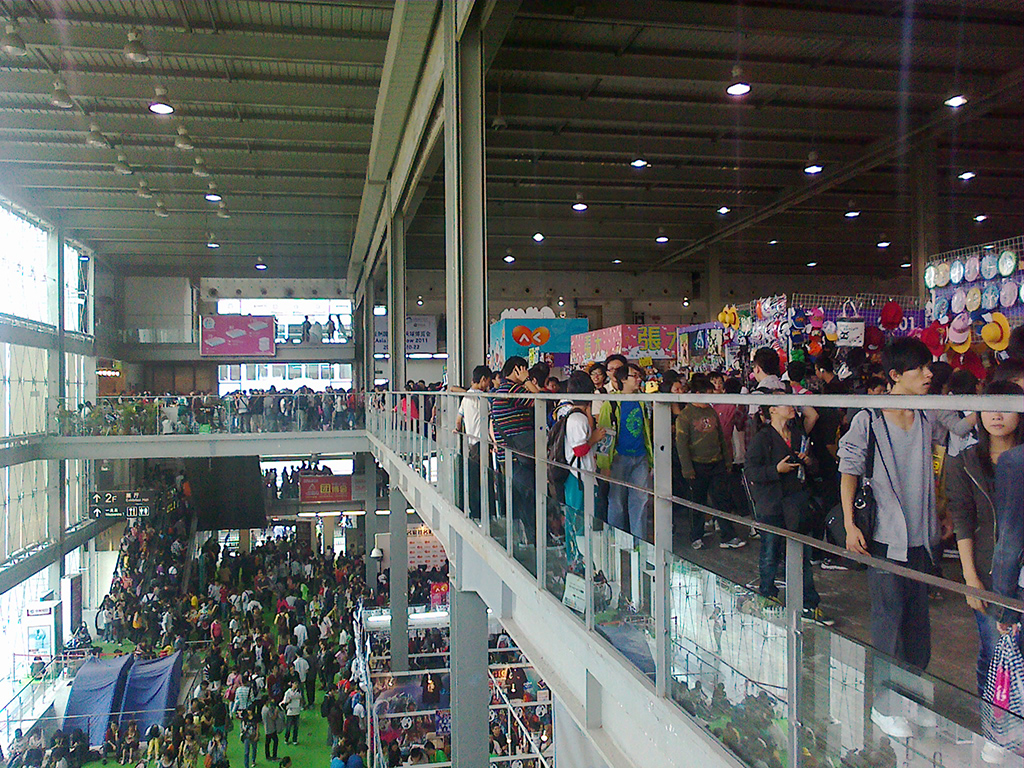
2011ACG穗港澳動漫遊戲展在錦漢展覽中心舉行。

广州锦汉展览中心是之前配合地铁施工而需要爆破拆除的旧廣州體育館後而搭建的，是一座臨時展覽場館，由广州市东泰骏城实业发展有限公司投资建设及经营的大型会议、展览中心，于2002年10月投入使用，2012年11月8日停用并拆卸。而最后一个在锦汉开办的展览为2012广州金秋时尚购物节。
中心占地面积2.5万平方米，设有两个展馆，1号馆（锦汉大楼）楼高11层，展览面积1.76万平方米；2号馆（锦汉新馆）览面积1.8万平方米。会议大厅面积1036平方米，可容纳650人同时参加会议，另九个中、小型会议室。
錦漢展覽中心拆卸後，有消息稱原址將建「越秀廣州體育大廈」，建筑高度分别约150米和100米的塔楼以及三层商业裙楼。

## 發展計劃
早在2013年，原址就計劃建成越秀展览中心，当时规划将会建成由31米高的五层裙楼和两座分别是59米高的14层南北塔楼组成的“城市展贸综合体”，其中会有约5万平方米的專業展覽場地。由于地點處於广州历史城区环境协调区内，历史城区內建筑高度依例有严格控制。不過計劃提交廣州市规委会讨论时，专家们对計劃建造大樓高度突破限高并未有表示反對，高度限制隨即亦被特別調高，發展計劃遂於2016年4月14日獲廣州市國土規劃委委批出許可。中心建造由广州越秀集团有限公司与法国智奥会展公司合作开发运营，拟于2019年正式投入使用。该项目已在2020年10月23日正式启用。

## 公共交通
- 广州地铁2号线越秀公园站